# Xvid
Xvid (ранее «XviD») — библиотека сжатия видео стандарта MPEG-4 Part 2.
Xvid является основным конкурентом кодека DivX Pro («Xvid» — это «DivX», прочитанное задом наперёд). В противоположность кодеку DivX — проприетарному программному обеспечению, разработанному компанией DivX, Inc., Xvid — это свободная программа, основанная на некогда открытом исходном коде другого кодека — DivX и распространяемая под лицензией GNU General Public License. Это также означает, что, в отличие от кодека DivX, который выпущен только для платформ Microsoft Windows и macOS, Xvid можно использовать на всех платформах и операционных системах, для которых можно скомпилировать исходный код кодека. Но методы сжатия, используемые в MPEG-4, запатентованы, так что использование Xvid в некоторых странах может быть нелегальным.

## История разработки
1 ноября 2006 года вышла версия 1.1.2.
28 июня 2007 вышла версия 1.1.3.
30 ноября 2008 года вышла версия 1.2.0, которая добавила в кодек поддержку 64-битных ОС и поддержку многоядерных процессоров.
4 декабря 2008 года вышла версия 1.2.1, в которой в основном исправляются ошибки.
29 мая 2009 года вышла версия 1.2.2.
22 февраля 2011 года релиз версии 1.3.0.
24 марта 2011 года вышла версия 1.3.1.
31 мая 2011 года вышла версия 1.3.2.
6 апреля 2014 года вышла версия 1.3.3.
21 июня 2015 года вышла версия 1.3.4.
8 декабря 2017 года вышла версия 1.3.5.

## Воспроизведение Xvid-кодированных файлов
Xvid — это не формат видео. Так как Xvid использует сжатие MPEG-4 Advanced Simple Profile (ASP), любое видео, сжатое кодеком, на самом деле имеет формат «MPEG-4 ASP видео», а не «Xvid-видео», и потому может быть декодировано любым MPEG-4 ASP-совместимым декодером. Это используют многочисленные плееры и декодеры, в частности, все, основанные на свободной библиотеке libavcodec из пакета FFmpeg (например, MPlayer, VLC, ffdshow или Perian).
Файлы, сжатые кодеком Xvid, могут быть записаны на CD или DVD и проиграны на DivX-совместимом DVD-плеере. Однако, в Xvid можно задействовать возможности кодирования видео, не поддерживаемые большинством DivX-сертифицированных плееров. Файлы, кодированные с использованием глобальной компенсации движения, Qpel, MPEG-квантованием, множественными B-кадрами, а также файлы, в которых превышены ограничения VBV, могут воспроизводиться некорректно на DivX-сертифицированных устройствах.

## Смена кода FOURCC
Стоит сменить в AVI-файле всего четыре байта сигнатуры FOURCC со значения «XVID» на «DIVX», как файл уже может быть проигран в бытовом DVD-проигрывателе, понимающем формат DivX, но без явной поддержки Xvid, и для просмотра в Windows становится достаточно установленного декодера DivX. Однако, при использовании дополнительных возможностей кодера Xvid воспроизведение такого файла может быть некорректным. С ростом популярности Xvid интерес к смене FOURCC упал, так как он обычно поддерживается программными и аппаратными декодерами наравне с DivX.